# Briniatesek
A briniatesek, más néven Friniatesek, Liguria keleti részén élt ókori nép, közel a tenger mellékén lakó apuanusokhoz, a Padus felső vidékén. Livius tudósítása szerint a rómaiak i. e. 187-ben igázták le őket, nevüket a mai Frignano nevű hegyvidék őrizte meg.